# José Manuel Losada
José Manuel Losada (Zamora, 1962) é professor e teórico literário especializado nos campos da mitocrítica e literatura comparada, sobre os quais escreveu e editou numerosos livros em espanhol, francês e inglês.

## Carreira Académica
Doutor pela Universidade da Sorbona em 1990 e eleito como Diretor de Investigação (HDR) pela Universidade de Nancy II em 1998, José Manuel Losada foi Visiting Scholar na Universidade de Harvard, membro do SCR do St John’s College da Universidade de Oxford, Professor Convidado na Universidade de Montreal e Professor Auxiliar na Universidade de Navarra. Desde 1992, é professor na Universidade Complutense de Madrid, onde dá aulas de literatura francesa, literatura comparada ou literatura e religião. Losada é investigador principal de vários projetos I+D de investigação relacionados com a mitocrítica.
J.M. Losada é o fundador e editor de Amaltea, Revista de Mitocrítica, (2008 –) uma prestigiada revista académica especializada na análise da receção dos mitos antigos, medievais e modernos na literatura e nas artes contemporâneas. É também fundador e presidente de Asteria, Associação Internacional de Mitocrítica, uma associação cultural sem fins lucrativos especializada na promoção da investigação sobre os mitos na literatura e as artes contemporâneas. Além disso, J.M. Losada é fundador e director de Acis, Grupo de Investigação de Mitocrítica, que agrupa a numerosos professores e doutorandos interessados pela análise dos mitos na atualidade a partir de uma visão interdisciplinar. Apoiado pelos membros destas entidades, Losada coordenou numerosos congressos internacionais, atividades de divulgação (“Passeios Mitológicos” durante a Semana da Ciência de Madrid) e concursos de criação plástica e mitológica.
A sua produção académica inclui vinte livros especializados e mais de duzentos artigos publicados em livros e revistas científicas.

## Mitocrítica Cultural
Losada define o mito da seguinte forma:
Este conceito expansivo e sincrético do mito permite ao crítico elaborar inovadoras análises e sínteses dos relatos míticos e os seus diversos processos. A mitocrítica (termo criado por Gilbert Durand) é o estudo dos mitos; a maior contribuição que Losada fez para a teoria literária diz respeito à atualização destes estudos mitocríticos ao que ele chama de “mitocrítica cultural”. Sem perder de vista as conquistas do passado, esta “nova mitocrítica” deve desenvolver uma epistemologia que permita apreender e explicar uma realidad imaginária global, orientada a uma maior compreensão da cultura atual. Esta disciplina resulta das principais premissas hermenêuticas assumidas por J. M. Losada:
1. Só é possível fazer autêntica mitocrítica à margem de preconceitos ideológicos.
2. A mitocrítica exige a aceitação prévia de uma definição do mito em cada estudo particular.
3. A erudição sem razão e a especulação alheia ao texto perturbam a mitocrítica.
4. A catalogação de cada mito numa tipologia mitocrítica é garantia de uma definição coerente.
5. Qualquer estudo de um mito deve ser, necessariamente, de natureza interdisciplinar.[9][10]

Como consequência desta última premissa, a mitocrítica, sem abandonar a análise do imaginário simbólico, invade qualquer manifestação cultural. Esta nova mitocrítica encarga-se de estudar as manifestações míticas em campos tão amplos como o da literatura, o cinema e a televisão, o teatro, a escultura, a pintura, os videojogos, a música, a dança, o jornalismo, a Internet e os demais meios de manifestação cultural e artística:
A mitocrítica cultural demonstrou-se particularmente apta para a análise dos mitos na época contemporânea, cujo estudo difere consideravelmente do realizado até à atualidade. Losada distingue três fatores ou “lógicas” principais que a mitocrítica cultural deve ter em conta para poder realizar uma análise apropriada dos mitos nas manifestações culturais contemporâneas: a lógica da globalização, a lógica da imanência e a lógica do consumo. Estes três fatores modificam o carácter tradicional dos mitos e devem ser analisados com atenção tanto para compreender a epifania mítica atual como a cultura contemporânea.

## Obras Destacadas

### Livros
- 1993: Tirso, Molière, Pouchkine, Lenau. Analyses et synthèses sur un mythe littéraire. Editado com Pierre Brunel, París, Klincksieck. ISBN 2252029390.
- 1997: Bibliography of the Myth of Don Juan in Literary History, José Manuel Losada ed. Lexington (NY): Edwin Mellen. ISBN 0773484507.
- 1999: Bibliographie critique de la littérature espagnole en France au XVIIe siècle. Présence et influence, Ginebra (Suiza): Droz. ISBN 2600003134.
- 2010: Métamorphoses du roman français. Avatars d’un genre dévorateur, José Manuel Losada ed. Lovaina (Bélgica): Peeters. ISBN 9789042922013.
- 2010: Mito y mundo contemporáneo. La recepción de los mitos antiguos, medievales y modernos en la literatura contemporánea. Bari (Italia): Levante Editori. ISBN 9788879495479.
- 2012: Myth and Subversion in the Contemporary Novel. Newcastle upon Tyne: Cambridge Scholars Publishing. Editado com Marta Guirao. ISBN 1443837466.
- 2013: Mito e interdisciplinariedad. Los mitos antiguos, medievales y modernos en la literatura y las artes contemporáneas. Bari (Italia): Levante Editori. Editado com Antonella Lipscomb. ISBN 9788879496230.
- 2014: Abordajes. Mitos y reflexiones sobre el mar. José Manuel Losada ed., Madrid: Instituto Español de Oceanografía. ISBN 9788495877512.
- 2014: Victor Hugo et l’Espagne. L’imaginaire hispanique dans l’œuvre poétique. Com a colaboração de André Labertit, París, Honoré Champion. ISBN 9782745326980.
- 2015: Myths in Crisis: The Crisis of Myth. Newcastle upon Tyne: Cambridge Scholars Publishing. Editado com Antonella Lipscomb. ISBN 9781443878142.
- 2015: Nuevas formas del mito, José Manuel Losada ed. Berlín: Logos Verlag. ISBN 9783832540401.
- 2016: Mitos de hoy. Ensayos de mitocrítica cultural, José Manuel Losada ed., Berlín, Logos Verlag. ISBN 9783832542399.
- 2017: Cinco siglos de Teresa. La proyección de la vida y los escritos de Santa Teresa de Jesús, Madrid: Fundación Mª Cristina Masaveu Peterson. Editado com Esther Borrego. ISBN 9788461771707.
- 2017: Myth and Emotions, Newcastle Upon Tyne: Cambridge Scholars Publishing. Editado com Antonella Lipscomb. ISBN 9781527500112.
- 2019: Myth and Audiovisual Creation, Berlín: Logos Verlag. Editado com Antonella Lipscomb. ISBN 9783832549664.
- 2021: Mito y ciencia ficción, Madrid: Sial Pigmalión. Editado com Antonella Lipscomb. ISBN 9788418888120.
- 2022: El Jardín de las Hespérides: del mito a la belleza, Madrid: Ediciones Complutense. Curador e editor. ISBN 9788409368556.
- 2022: Mitocrítica cultural. Una definición del mito, Madrid: Akal. ISBN 9788446052678.

### Artigos
- 1989. “Calderón de la Barca: El laurel de Apolo”. Revista de Literatura (Madrid), 51: 485-494. ISSN 0034849X.
- 2004: “The Myth of the Fallen Angel. Its Theosophy in Scandinavian, English, and French Literature”. Nonfictional Romantic Prose. Expanding Borders, Steven P. Sondrup & Virgil Nemoianu eds. Amsterdam / Philadelphia (PA): John Benjamins: 433-457. DOI: 10.1075/chlel.xviii.34los. ISBN 9027234515.
- 2008: “Victor Hugo et le mythe de Don Juan”, Don Juans insolites, Pierre Brunel ed. París : Presses de l’Université Paris-Sorbonne: 79-86. ISBN 9782840505679.
- 2009: “La nature mythique du Graal dans Le Conte du Graal de Chrétien de Troyes”. Cahiers de Civilisation Médiévale (Poitiers), 52,1 (2009): 3-20. ISSN 00079731.
- 2014: “Myth and Extraordinary Event”. International Journal of Language and Literature. New York: pp. 31 – 55. «Link». ijll-net.com
- 2015: “Myth and Origins: Men Want to Know”, Journal of Literature and Art Studies. New York, vol. 5, nº 10, pp. 930–945. ISSN 2159-5836 (print) ISSN 2159-5844 (online). Link
- 2016: “El mundo de la fantasía y el mundo del mito. Los cuentos de hadas”, Çédille, “Monografías”, 6: 69-100. ISSN 1699-4949. Link
- 2017: “El «mito» de Don Quijote (2ª parte): ¿con o sin comillas? En busca de criterios pertinentes del mito”, Cervantès, quatre siècles après: nouveaux objets, nouvelles approches, Emmanuel Marigno et al. eds., Binges (Francia): Éditions Orbis Tertius: 11-32. ISBN 9782367830957.
- 2018: “Le personnage mythique”, Degrés. Revue de synthèse à orientation sémiologique (Bruselas), 45: c1-c18. ISSN 0770-8378.
- 2019: “Preface: The Myth of the Eternal Return”, Journal of Comparative Literature and Aesthetics, 40.2: 7-10. ISSN 0252-8169. Link
- 2020: “Cultural Myth Criticism and Today’s Challenges to Myth”, Explaining, Interpreting, and Theorizing Religion and Myth: Contributions in Honor of Robert A. Segal, Nickolas B. Roubekas and Thomas Ryba (eds.), Leiden, Koninklijke Brill NV, 2020, pp. 355-370. ISBN 9789004435025. Link